# Mourre
Pour les articles homonymes, voir Mourre (homonymie).
La mourre est un jeu de hasard dans lequel deux joueurs se montrent simultanément un certain nombre de doigts, tout en annonçant chacun la somme présumée des doigts dressés par les deux joueurs. Gagne qui prédit cette somme.
Le nom « mourre » vient sans doute d’un mot dialectal du sud de l’Italie, morra, « troupeau » (les doigts levés par les joueurs faisant penser aux membres d'un petit troupeau ?). Il est encore pratiqué en Corse, dans le Sud de la France et en Sardaigne. Les nombres sont accompagnés d'expressions plus ou moins colorées et les participants crient pour intimider l'adversaire.
La pratique de la mourre est inscrite à l'Inventaire du patrimoine culturel immatériel français depuis 2012.

## Dans les œuvres culturelles

### Antiquité
Ce jeu est très ancien, il est notamment évoqué dans le Satyricon de Pétrone. Les Romains l'appelaient micatio.
Cicéron rapporte que pour désigner un homme au-dessus de tout soupçon, il était d'usage de dire : « Dignus est, quicumque in tenebris mices » (« C'est un homme avec qui vous pourriez jouer à la micatio dans l'obscurité »),,.

### XVIesiècle
Rabelais a écrit dans son Pantagruel (Livre IV, Chapitre XIV) : « Les paiges jouaient à la mourre à belle chiquenaude ».

### XIXesiècle
Dans son opéra Rita ou le Mari battu, Gaetano Donizetti met en scène deux hommes qui jouent une femme à la mourre et trichent pour perdre, aucun des deux ne voulant se retrouver marié à une mégère.
Dans La Vénus d'Ille, Prosper Mérimée décrit une statue représentant Vénus dont l'attitude « rappelait celle du Joueur de mourre qu'on désigne je ne sais pourquoi sous le nom de Germanicus. Peut-être avait-on voulu représenter la déesse au jeu de mourre ».

### XXesiècle
Dans son poème L'Ermite, tiré de Alcools, Guillaume Apollinaire lie par homéotéleute, le jeu des sonorités, la mourre à l'amour.
Dans le roman Le Chant du monde de Jean Giono, deuxième partie, chapitre III : « Dans toutes ces charrettes sauf dans celle de Gina on jouait aux cartes ou aux dés, ou à une sorte de mora où il fallait hurler des chiffres en dressant les doigts de la main droite. »
Ce jeu fait l'objet d'une courte séquence lors de la treizième minute du film À propos de Nice datant de 1930 et réalisé par Jean Vigo et Boris Kaufman.
On peut voir un groupe d'italiens jouer à ce jeu dans le film 1900 de Bernardo Bertolucci, dans une courte séquence à 2:13:10.
Ce jeu a inspiré la comptine Trois Petits Chats (« mourre à trois »).
Dans le livre Le Père de nos pères, Bernard Werber en fait une adaptation avec des cailloux.
Dans Les Fleurs de Shanghai de Hou Hsiao-Hsien les clients des courtisanes s'opposent sur la variante chinoise de ce jeu, connue sous le nom de Hua Quan[réf. souhaitée].

### XXIesiècle
Ce jeu a notamment été adapté en musique par le groupe Salut c'est cool dans le titre éponyme : La Mourre.

## Variantes
En Midi-Pyrénées, Languedoc-Roussillon et Provence-Alpes-Côte d'Azur, les nombres sont criés en occitan : un, dus, très, quatre, cinc, sièis, sèt, uèit, nau o more, soit un, deux, trois, quatre, cinq, six, sept, huit, neuf ou mourre pour dix.
Dans le monde musulman, le jeu de mourre est connu sous le nom de mukhàraja (mot à mot : « ce qui fait sortir »).
En Vallée d'Aoste, Savoie, Valais et dans le domaine francoprovençal, les nombres sont criés en francoprovençal : eun, do, trë, càtro, tchisse (ou « tòtta man » c'est-à-dire « la main entière »), chui, sat, ouette, nou, dji (ou « totte man » c'est-à-dire « les deux mains »), soit un, deux, trois, quatre, cinq, six, sept, huit, neuf et dix.
Une adaptation moderne de la mourre a été réalisée par les éditions Jeux Robert Laffont en 1978 pour 2 à 4 joueurs sous le nom de Le Jeu du berger. Le jeu Comme des mouches de Philippe des Pallières, paru en 2003, est également dérivé de la mourre.
Il existe une version au Japon qui se joue à plus de deux joueurs : chacun son tour, on dit « ichi no X » où X est un nombre. Au même moment, tout le monde lève, zéro, un ou deux pouces. Si le nombre annoncé correspond au nombre de pouces, le gagnant du tour utilise un pouce de moins. Un joueur n'ayant plus de pouce gagne et se retire, alors que le dernier joueur avec un (ou deux) pouces restants perd le jeu. Le jeu peut également se jouer avec des multiples de cinq, le joueur décidant d'ouvrir sa main ou de garder son poing fermé, on parle alors de 5, 10, 15.